# Hans Heesch
Hans Gustav Heesch (* 16. Dezember 1903 in Hamburg; † 27. Juli 1966 ebenda) war ein deutscher Lehrer und Politiker.

## Leben
Als Sohn eines Schlachtermeisters geboren, studierte Heesch nach dem Besuch des Lehrerseminars Hamburg Philosophie, Geschichte und Rechtswissenschaften in Hamburg. Während seines Studiums wurde er 1924 Mitglied der Burschenschaft Askania Hamburg, die 1950 in der Burschenschaft Germania Königsberg zu Hamburg fortbestand. Er war Vorsitzender des Hamburger Allgemeinen Studentenausschusses und Führer der Hamburger Deutschen Studentenschaft. Nach dem Studium arbeitete er als Lehrer. 1934 wurde er Kirchenvorsteher in Harvestehude. Am Zweiten Weltkrieg nahm er von 1939 bis 1945 als Soldat an der Front teil. 1945 wurde er Mitglied der Evangelisch-Lutherischen Landessynode. Er gehörte von 1948 bis 1964 dem Kirchenrat an und wurde 1954 Mitglied der Hamburgischen Bürgerschaft, wo er als CDU-Mitglied dem Hamburg-Block angehörte. Ab 1954 war er als Oberschulrat für die Schulaufsichtsbezirke Altona und Othmarschen zuständig. 1965 wurde er Präsident der Hamburger Evangelisch-Lutherischen Landessynode und war Abgeordneter in der Synode der Evangelischen Kirche in Deutschland.
Hans Heesch ruht auf dem Friedhof Ohlsdorf nahe Kapelle 12.  